# Saint Seiya : Hadès
Vous lisez un « bon article » labellisé en 2021.
Saint Seiya : Hadès est un jeu vidéo de combat en trois dimensions développé par Dimps et édité par Bandai sur PlayStation 2. Sorti le 29 septembre 2006 en France et le 20 décembre 2007 au Japon, il s'agit du septième jeu vidéo inspiré de la franchise Saint Seiya, une série de manga écrite par Masami Kurumada.
Le jeu met en scène les chevaliers de Bronze, des guerriers saints dédiés à la protection de la réincarnation de la déesse Athéna menés par Seiya, en tant que personnages jouables. À la suite d'un attentat, cette dernière est en danger de mort, et les chevaliers de Bronze doivent parcourir le Sanctuaire, le lieu sacré où vivent les chevaliers, afin de rétablir Athéna sur son trône, usurpé par le commanditaire de la tentative d'assassinat, le grand Pope. En chemin, ils devront affronter différents adversaires dont les chevaliers d'Or, ignorant pour la plupart la trahison du grand Pope. Après avoir sauvé Athéna, les chevaliers de Bronze doivent affronter Hadès, dieu des Enfers ayant ressuscité les chevaliers décédés dans la bataille du Sanctuaire. Ces derniers souhaitent se venger d'Athéna, et c'est aux chevaliers de Bronze et d'Or survivants de la protéger.
Suite directe de Saint Seiya : Les Chevaliers du Zodiaque - Le Sanctuaire, et développé par la même équipe, Saint Seiya : Hadès reprend notamment le moteur graphique de son prédécesseur, ainsi qu'une partie importante de sa trame narrative, tout en améliorant certaines critiques énoncées sur le gameplay, et en ajoutant un nouvel arc narratif.
Le jeu est mieux reçu que son prédécesseur par la presse spécialisée, qui apprécie notamment les améliorations portées au gameplay, désormais moins rigide et plus dynamique, mais qui regrette toujours un jeu aux graphismes insuffisants, et qui capitalise majoritairement sur la nostalgie et l'amour des amateurs de la franchise, sans faire de réels efforts.

## Trame

### Contexte et univers
L'aventure de Saint Seiya : Hadès se déroule dans l'univers de la franchise Saint Seiya. Dans un monde contemporain, certains adolescents sont choisis pour défendre la réincarnation de la déesse Athena : Saori Kido. Pour la protéger, ils héritent d'une armure inspirée d'une constellation. Leurs pouvoirs dépendent de cette armure, mais également de leur cosmos, une force spirituelle originaire du Big Bang,.
Après avoir appris que Saori — la jeune fille qu'ils protègent depuis plusieurs années, est la réincarnation de la déesse grecque Athéna — Seiya, Shiryu, Shun, et Hyôga se rendent compte que le grand Pope, le maître du lieu sacré des chevaliers, a tenté d'assassiner cette dernière. Une fois devant le Sanctuaire, Saori est touché d'une flèche magique, tirée par un chevalier d'Argent loyal au grand Pope. Pensant que ce dernier pourra soigner Saori et revenir à la raison, les chevaliers de Bronze ont douze heures pour parcourir les douze maisons du Zodiaque, chacune gardée par un chevalier d'Or,. Après plusieurs batailles, Seiya et les autres chevaliers de Bronze découvre que le grand Pope a été tué par Saga, le chevalier d'Or des Gémeaux, qui le remplace depuis en usurpant son identité. Alors que les chevaliers de Bronze sont opposés à de plus en plus de résistance, Seiya, seul chevalier de Bronze à atteindre la salle de trône, grâce au cosmos de ses amis, parvient à vaincre Saga et à soigner Saori.
Dans un instant de lucidité, Saga se suicide, pour ne pas refaire de mal à Saori, qu'il reconnait comme réincarnation légitime d'Athéna, devant les chevaliers survivants.

### Personnages
Le joueur incarne plusieurs personnages, des chevaliers de Bronze ayant juré de protéger Saori Kido, la réincarnation de la déesse grecque Athéna. Les cinq personnages principaux, Seiya du Pégase, Shiryu du Dragon, Shun d'Andromède, Hyôga du Cygne et Ikki du Phénix, sont unis par un fort lien de camaraderie, et cherchent à traverser le Sanctuaire afin de sauver Saori.
L'un des antagonistes principaux est Saga, un des chevaliers d'Or. Atteint d'un dédoublement de la personnalité, sa partie maléfique prend finalement le contrôle, ce qui le conduit à assassiner le grand Pope, le maître du Sanctuaire, et à usurper sa position. C'est ainsi lui qui organise la tentative d'assassinat de Saori. Le deuxième antagoniste principal est Hadès, le dieu des Enfers, ainsi que l'ennemi juré d'Athéna. Il désire contrôler la planète Terre, un plan qui a été plusieurs fois entravé par Athéna et ses chevaliers,,. Tout comme Athéna, il s'incarne dans un humain, ici Shun, chevalier de Bronze d'Athéna ayant un cœur pur. Il est accompagné de plusieurs chevaliers d'Or tombés au combat et ressuscité par ses soins, comme Shion, l'ancien Grand Pope, ainsi que plusieurs soldats issus des enfers, comme Minos, Rhadamanthe et Éaque,.
Le joueur va également rencontrer plusieurs chevaliers d'Or ou d'Argent, chacun avec une vision particulière de ce conflit. Certains, comme Mû du Bélier, font confiance aux chevaliers de Bronze et les aide dans leur tentative de sauvetage, d'autres, comme Milo du Scorpion ou Aldébaran du Taureau, sont convaincus après leurs défaites tandis que certains, comme Masque de Mort du Cancer ou Aphrodite des Poissons, ont juré allégeance à l'usurpateur. Plusieurs de ces chevaliers, tués durant la bataille du sanctuaire, reviennent sous les ordres d'Hadès.

### Histoire

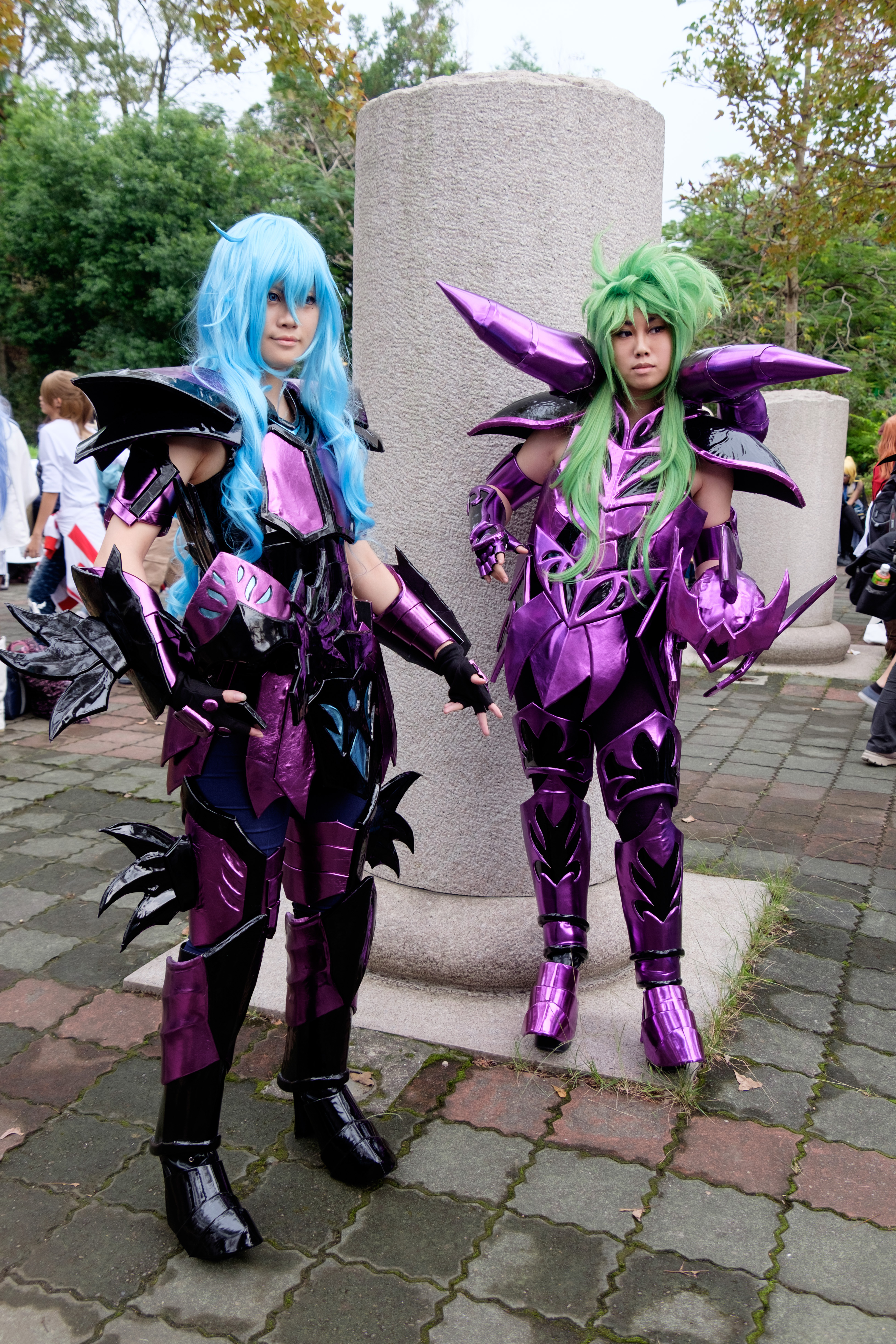
Deux cosplays d'Aphrodite et de Shion, revenus à la vie grâce aux pouvoirs d'Hadès.

Après plusieurs années de paix, Hadès, dieu des morts, déclenche une nouvelle guerre sainte à Athéna. En plus de son armée composée de chevaliers des Enfers, Hadès ressuscite également plusieurs chevaliers d'Or tombés au combat durant la bataille du sanctuaire, comme Camus, Aphrodite, Masque de Mort, Shura et Saga. Shion, ancien chevalier d'or du Bélier devenu Grand Pope, est lui aussi revenu à la vie grâce aux pouvoirs d'Hadès, et bénéficie de douze heures pour tuer Athéna. Les chevaliers d'Or survivants, ainsi que les chevaliers de Bronze, défendent au péril de leur vie Athéna. Après plusieurs pertes des deux côtés, les chevaliers d'Or revenus à la vie parviennent jusqu'à Athéna, qui se suicide devant ces derniers.
Shion explique alors aux chevaliers de Bronze et d'Or survivants que lui et les chevaliers n'ont jamais trahi Athéna, mais ont utilisé le temps donné par Hadès pour faire parvenir un message à cette dernière à l'insu d'Hadès. Cette dernière, ayant reçu le message de la part de Saga, s'est alors suicidé, afin que son sang permette l'apparition de l'armure d'Athéna, seule armure pouvant vaincre Hadès. Les chevaliers de Bronze se voient alors confiés une autre mission, apporter l'armure divine d'Athéna à Saori, qui se trouve aux Enfers après son suicide. Ils se retrouvent ainsi confrontés aux trois juges des Enfers, des lieutenants redoutables d'Hadès.

## Système de jeu

### Généralités
Saint Seiya : Hadès est un jeu de combat en trois dimensions, où le joueur peut choisir un des protagonistes ou l'un des antagonistes de la saga pour combattre un autre joueur ou l'ordinateur. Le joueur ne contrôle son personnage que durant les combats, et n'a pas à se déplacer sur une carte. Le scénario est raconté par l'intermédiaire de cinématiques et de boîtes de dialogues.
Plusieurs modes de jeu sont disponibles au joueur : le mode « Hadès », qui fait office de mode Histoire et relate les évènements des arcs narratifs du Sanctuaire et de la nouvelle guerre sainte. Dans ce mode, le joueur incarne un des chevaliers de Bronze, et combat des personnages contrôlés par l'ordinateur dans un ordre précis, dans des arènes précises. Ces combats sont entrecoupés d'illustrations commentées, de saynètes et de cinématiques entre les personnages, ainsi que des séquences en temps réel, permettant ainsi le développement de l'histoire entre les combats. Le mode « 1000 jours » correspond au mode Versus, où le joueur peut affronter un autre joueur ou un personnage contrôlé par l'ordinateur, sans restriction de personnages ou d'arènes . Le mode « Légende » est lui un équivalent du mode Arcade, qui se résume à des combats contre les trois juges des Enfers, Rhadamanthe, Éaque et Minos,. Les modes « Combat éternel » et « Combat éclair » permettent au joueur d'affronter respectivement de combattre contre des hordes d'ennemis et de combattre des adversaires dans un temps limité.
Enfin, le mode « Repos des Chevaliers » est un mode bonus, une galerie dans laquelle le joueur peut consulter différentes récompenses obtenues au fil du jeu et obtenir des informations et des illustrations sur les figurines et produits dérivés de la franchise Saint Seiya, comme les Myth Cloth, ainsi que sur la bande-son du jeu,.
Le jeu propose trente-neuf combattants, représentant plusieurs chevaliers d'Athéna ou Spectre d'Hadès dans plusieurs armures. Ces derniers possèdent chacun des techniques de combat uniques, permettant à ces derniers d'effectuer des combos.

### Combats

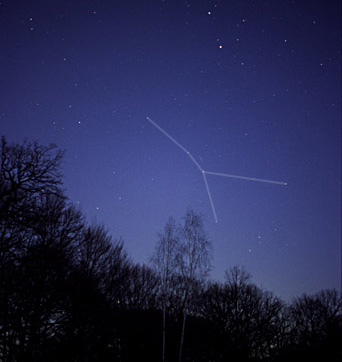
La constellation du Cancer, l'une des nombreuses constellations dont sont inspirées les armures de Saint Seiya.

Les combats s'effectuent en temps réel. Chaque personnage possède une panoplie de coups faibles et de coups forts, qui peuvent s'alterner pour provoquer un enchaînement, ainsi qu'une barre de vie. La force de ces coups dépend du temps durant lequel le joueur a appuyé sur le bouton d'attaque. Le joueur possède également un bouton pour se protéger, lui permettant de se mettre dans un état de garde, qui le protège des coups de l'adversaire. En appuyant au bon moment, le joueur peut parer le coup de l'adversaire, ce qui lui donne l'occasion de contre-attaquer. Des coups spéciaux, variant selon le personnage, ainsi qu'une projection pouvant contourner la garde de l'adversaire, sont également disponibles. Ces coups spéciaux nécessitent du Cosmos, symbolisé par une jauge qui se remplit grâce aux coups portés et reçus,. Le joueur possède également la possibilité de remonter lui-même sa jauge de cosmos, tout en restant immobile. Parmi les nouveautés apportées au gameplay, on observe l'apparition d'un dash, brusque accélération en avant permettant au joueur de surprendre son adversaire.
Pour contrer une de ses attaques spéciales, le défenseur doit appuyer sur des touches précises en un temps limité, afin d'éviter l'attaque. Si deux attaques spéciales se rencontrent, les deux joueurs se livrent alors à un duel, où ils doivent choisir un action dans un jeu qui s'apparente à une partie de pierre-papier-ciseaux, et non plus un duel de rapidité comme dans la version précédente,. Le joueur peut également déclencher son septième sens, pour améliorer ses capacités pendant un cours instant, remplaçant alors l'arène par un fond galactique, et qui le laisse également vulnérable quelques secondes après son utilisation ,.
Une fois la barre de vie d'un personnage vide, ce dernier possède une chance de se relever de continuer le combat, en faisant tourner les sticks analogiques de la manette le plus rapidement possible. Ce mini-jeu prend la forme d'encouragements de la déesse Athéna, qui exulte ses chevaliers à se relever et à reprendre le combat. Pour les personnages obéissant à Hadès, c'est Pandore qui exulte le chevalier à se relever. S'il échoue ce mini-jeu, le joueur perd définitivement.
Les combats se déroulent dans des arènes, à l'effigie des lieux emblématiques de la saga, comme les différentes maisons du Zodiaque, ou l'intérieur du palais d'Hadès. Dans ces décors, certains éléments sont destructibles, comme les colonnes des différentes maisons. Cela n'a pas d'effet autre qu'esthétique sur le combat.
Les phases de beat them all instaurées dans l'opus précédent sont également retirées, au profit du nouveau système de duel.

### Liste
- Pegasus Seiya (First Bronze Cloth)
  - Pegasus Seiya (Second Bronze Cloth)
  - Sagittarius Seiya
- Dragon Shiryu (First Bronze Cloth)
  - Dragon Shiryu (Second Bronze Cloth)
  - Libra Shiryu
- Cygnus Hyoga (First Bronze Cloth)
  - Cygnus Hyoga (Second Bronze Cloth)
  - Aquarius Hyoga
- Andromeda Shun (First Bronze Cloth)
  - Andromeda Shun (Second Bronze Cloth)
- Phoenix Ikki (First Bronze Cloth)
  - Phoenix Ikki (Second Bronze Cloth)
- Aries Mu
- Taurus Aldebaran
- Gemini Saga
  - Gemini (Masked)
  - Gemini Saga (Specter)
- Cancer Deathmask
  - Cancer Deathmask (Specter)
- Leo Aiolia
  - Virgo Shaka
- Libra Dohko
- Scorpio Milo
- Sagittarius Aiolos
- Capricorn Shura
  - Capricorn Shura (Specter)
- Aquarius Camus
  - Aquarius Camus (Specter)
- Pisces Aphrodite
  - Pisces Aphrodite (Specter)
- Gemini Kanon
- Lyra Orpheus
- Eagle Marin
- Ophiuchus Shaina
- Aries Shion
- Wyvern Rhadamanthys
- Garuda Aiacos
- Griffon Minos

## Développement

### Concept et équipes
Après le succès du jeu Saint Seiya : Les Chevaliers du Zodiaque - Le Sanctuaire et le succès de la série d'animation, une suite est alors mise en chantier. C'est le studio Dimps, un studio habitué de l'adaptation des mangas en jeux de combat et chargé du développement de Saint Seiya : Les Chevaliers du Zodiaque - Le Sanctuaire qui est responsable du développement du jeu,, toujours avec Ryu Mito en chef de projet.
Le studio Dimps choisit de ne pas adapter les arcs narratifs d'Asgard, exclusif à la série d'animation, ni de Poséidon, pourtant issu de l'œuvre de Kurumada, pour se concentrer sur l'histoire d'Hadès, très populaire parmi les fans, et dans la continuité de l'arc narratif du Sanctuaire. De plus, lors de la sortie du jeu, la série d'animation en cours de diffusion au Japon est en train d'adapter cet arc. Ainsi, le studio fait le choix de l'actualité, si bien que lors de la sortie du jeu, la série d'animation n'a pas encore terminé l'arc narratif d'Hadès, ce qui explique que le jeu ne termine pas, lui non plus, cet arc narratif. Pour pallier l'inachèvement du scénario, le studio Dimps a également envisagé d'adapter l'arc narratif inédit issu du film Les Guerriers d'Abel. Néanmoins, ce film présentant un scénario similaire à celui de l'arc Hadès, avec des chevaliers d'Or ressuscités, le studio estime que cela nuirait finalement au projet.

### Bande-son et doublages
Contrairement à Saint Seiya : Les Chevaliers du Zodiaque - Le Sanctuaire, les doublages ne sont assurés qu'en japonais, avec les doubleurs originaux de la série.

## Accueil

### Commercialisation et sortie
Saint Seiya : Hadès est annoncé par Atari en juin 2006, pour l'automne 2006. Il est annoncé dans la foulée que l'arc narratif d'Hadès sera adapté,. Le jeu est mis en démonstration à la Japan Expo de 2006, sur le stand Bandai Namco, ainsi qu'à la Games Convention de Leipzig en août 2006.
Saint Seiya : Hadès sort le 29 septembre 2006 en France,, soit avant la sortie japonaise qui a lieu en 2007,. Tout comme son prédécesseur, Saint Seiya : Hadès n'est pas distribué en Amérique du Nord.

### Critiques
Bien que plus apprécié par la critique spécialisée que la précédente itération de la franchise, Saint Seiya : Hades reçoit néanmoins des critiques mitigées, appréciant la fidélité d'adaptation de l'œuvre de Masami Kurumada mais regrettant un gameplay toujours rigide, et des graphismes pas à la hauteur.
Ian Dean, du magazine spécialisé PlayStation Official Magazine - UK, déplore des graphismes chaotiques, mais qui réussissent à capturer l'essence de la série. Jeuxvideo.com déplore « la modélisation très approximative, des brillances exagérées au niveau des armures et des chevelures caractérisées par des textures immondes », tout en reconnaissant que « les effets visuels s'en sortent à peu près correctement, bien que les décors sont généralement trop vides pour accrocher le regard ». Il apprécie néanmoins la bande-son du jeu, qui « colle parfaitement à l'esprit de Saint Seiya et contribue au dynamisme des affrontements ». Luke Albiges, du site spécialisé Eurogamer, trouve « que les graphismes sont choquants pour les standards de la Playstation 2 ». Pour Maxime Chao, rédacteur en chef chez JeuxActu, le jeu est « toujours aussi laid que son prédécesseur, et l'animation toujours aussi mécanique ». L'équipe de Gamekult regrette également un « moteur 3D utilisé qui n'a quasiment pas évolué et propose toujours une bouillie d'aliasing associée à des modélisations sommaires ».
Pour le magazine spécialisé britannique PlayStation Official Magazine - UK, le gameplay est trop simpliste et frustrant. Valérie Précigout, de Jeuxvideo.com, apprécie les améliorations apportées au gameplay, qui rendent les combats beaucoup plus dynamiques, mais regrette tout de même le manque de profondeur de ces derniers. Quinze ans plus tard, elle revient sur cet opus dans son livre, « Le mythe Saint Seiya: Au Panthéon du manga », et résume le jeu à une « série de joutes sans prétention dans le cadre du chapitre le plus inspiré de la saga, sans jamais parvenir à en restituer la force émotionnelle ». Diego Lima, journaliste pour IGN Brésil, estime qu'il s'agit du meilleur jeu inspiré de Saint Seiya sorti à ce jour, avec un système de combat « beaucoup plus précis ». Eurogamer déplore un gameplay pauvre, et estime que le jeu est une « honte », et conseille de jouer à d'autres jeux de combat sur PlayStation 2. Ce même gameplay est salué par l'équipe de JeuxActu, qui félicite un gameplay « bien plus intéressant et efficace pour l’amateur de combats cosmo-galactiques ». Pour Frédéric Luu, journaliste chez Gamekult, le gameplay est « moins soporifique que sur l'opus précédent, mais n'atteint pas de sommets techniques ». Ce dernier déplore également un contenu gonflé artificiellement.
Valérie Précigout, journaliste chez Jeuxvideo.com, félicite la fidélité au matériel de base crée par Masami Kurumada, mais regrette la « mise en scène quasi inexistante qui ne rend aucunement justice au caractère poignant de certains passages mémorables du manga ». Cette fidélité est également louée par Maxime Chao, de JeuxActu, qui vante également le doublage japonais, qui fait appel aux doubleurs originaux de la série d'animation, doublage également félicité par Frédéric Luu de Gamekult.

## Postérité

### Place dans la série et influence sur les jeux futurs

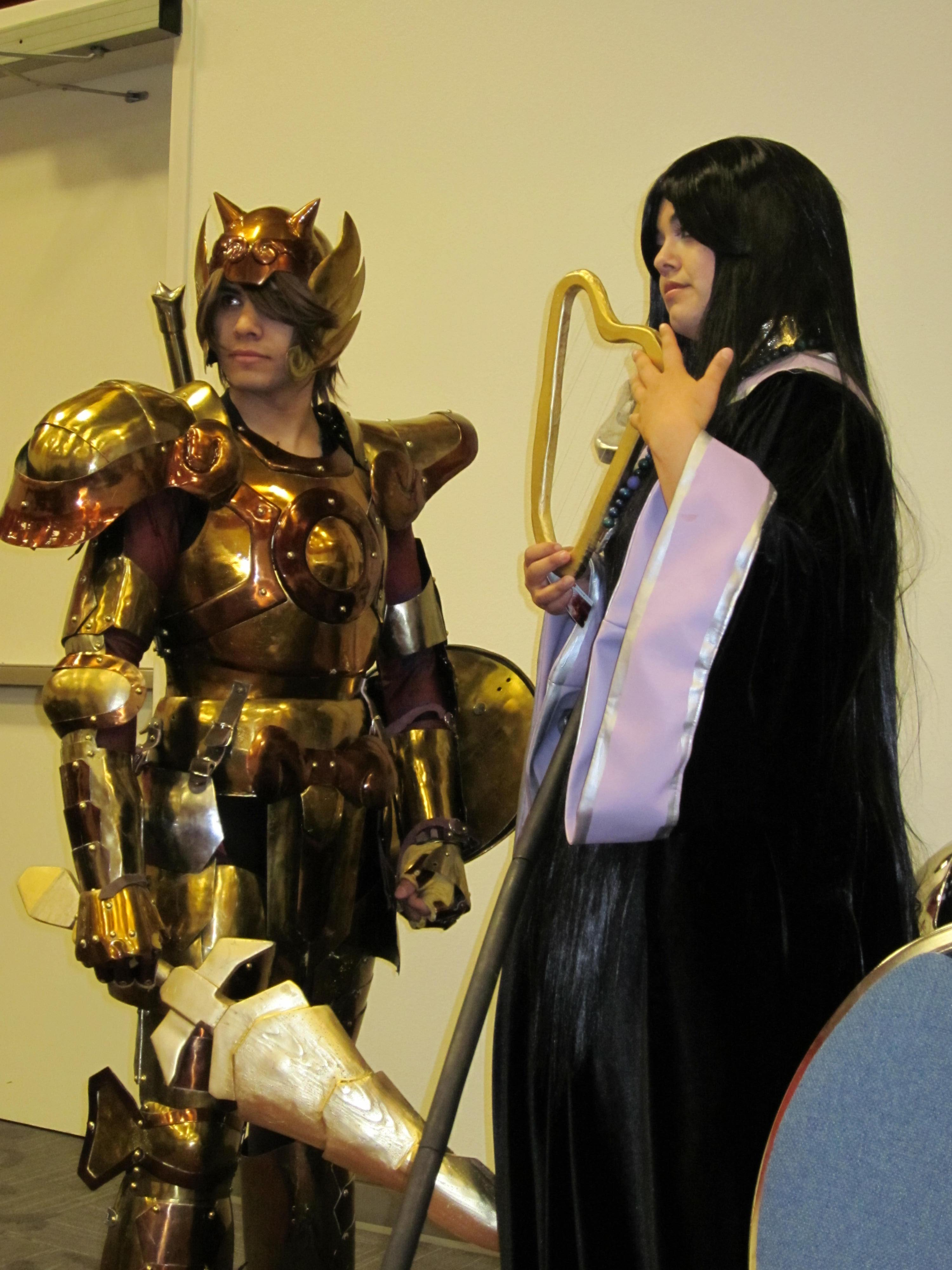
Deux cosplays de Dohko, chevalier d'Or de la Balance et de Pandora, lieutenante d'Hadès.

À la suite du succès de Saint Seiya : Hades, malgré ses critiques mitigées, plusieurs autres jeux de combats se déroulant dans l'univers de Saint Seiya sont développés, toujours par le studio Dimps et dirigés par Ryu Mito. Saint Seiya : Les Chevaliers du Zodiaque - La Bataille du Sanctuaire, sorti en 2011 sur PlayStation 3, reprend l'exacte même trame narrative, ainsi que le principe de combat en un contre un,. Les deux jeux suivants, Saint Seiya: Brave Soldiers et Saint Seiya: Soldiers' Soul, profitent également du même postulat de départ, avec un moteur graphique amélioré, plus de personnages jouables et la possibilité d'avoir une sortie en Amérique du Nord. Plusieurs personnages, comme Shion, font ainsi leur retour dans la saga, avec des coups spéciaux très similaires à ceux observés dans Saint Seiya : Hadès.
Ces personnages font également leur retour dans un jeu gacha inspirée de la franchise Saint Seiya, Saint Seiya Awakening.

### Produits dérivés et en dehors de la franchiseSaint Seiya
La franchise Saint Seiya est célèbre pour ses nombreux produits dérivés. De ce fait, lors de la sortie du jeu vidéo, plusieurs Myth Cloth, des figurines de collections à l'effigie des personnages de la série, sont commercialisées, notamment Shion du Bélier sous forme de Spectre, personnage principal de Saint Seiya : Hades.
Plus insolite, une gamme de sous-vêtements masculins est également commercialisée au Japon, avec des modèles inspirés des armures des chevaliers d'Or ou des guerriers d'Hadès.
Les personnages de Saint Seiya : Hades sont également présents dans d'autres jeux de combats, notamment J-Stars Victory Vs ou Jump Force, où apparaissent Shiryu et Seiya, avec des coups spéciaux inspirés de ceux qu'ils présentent dans Saint Seiya : Hadès,,.